# اوریل فیگه
آوریل فیگه (عبری: אוריאל פייגה‎؛ زادهٔ تاریخ ورودی نامعتبر است) دانشمند در زمینه انفورماتیک اهل اسرائیل است.
وی همچنین برندهٔ جوایزی همچون جایزه گودل شده‌است.